# Tropical Odds
Tropical Odds è il secondo album solista in studio della cantautrice statunitense White Sea, pubblicato il 12 maggio 2017.
Nove brani sono stati pubblicati come singoli tra il 2015 e il 2016 all'interno del progetto artistico Postcards From Nowhere, giacché White Sea sentiva il bisogno di condividere musica con i fan senza la necessità di un EP o un album. Successivamente i brani, a quali si sono aggiunte le ballad inedite One Bad Eye e Lessons, sono stati raccolti in Tropical Odds.
Musicalmente, l'album si caratterizza per un pop elettronico elegante e sofisticato, ma anche molto orecchiabile e, in alcuni brani, ballabile; sono presenti anche influenze soft rock (soprattutto in Ellipses) e funk.
I singoli Arcadia e Bloodline sono stati promossi anche attraverso dei videoclip.

## Tracce
Testi di Morgan Kibby.
1. Bloodline – 3:57 (musica: Nate Campany, Morgan Kibby, Daniel Nigro)
2. Arcadia – 3:44 (musica: Tommy English, Morgan Kibby)
3. Yesterday – 4:19 (musica: Morgan Kibby, Daniel Nigro)
4. Stay Young, Get Stoned – 3:14 (musica: Morgan Kibby, Daniel Nigro)
5. Never a Woman – 3:26 (musica: Morgan Kibby, Jack Sinclair)
6. Bloodmoon – 3:46 (musica: Dann Gallucci, Morgan Kibby)
7. Ellipses – 3:44 (musica: Dann Gallucci, Morgan Kibby)
8. Secret – 4:04 (musica: Morgan Kibby, Mike Viola)
9. Gangster No.1 – 3:53 (musica: Morgan Kibby, Jack Sinclair)
10. One Bad Eye – 4:50 (musica: Morgan Kibby, Davide Rossi, Jeff Trott)
11. Lessons – 3:28 (musica: Morgan Kibby, Jack Sinclair)

## Formazione
- Morgan Kibby: voce, produzione, sintetizzatore, pianoforte, percussioni, coordinazione del progetto
- Dann Gallucci: chitarra elettrica, chitarra acustica, missaggio
- Davide Rossi: violino (traccia 10), arrangiamenti orchestrali
- Jeff Trott: chitarra acustica (traccia 10), missaggio
- Daniel Nigro: chitarra (traccia 3)
- Jake Sinclair: produzione, missaggio
- Tommy English: missaggio
- Mike Viola: missaggio
- Pete Lyman: mastering
- James Nice: coordinazione del progetto
- Scott Nagelberg: coordinazione del progetto
- Sebastien Gesell: artwork
- Martin Lewsley: design, layout